# 北野の長者
北野の長者（きたののちょうじゃ）とは、菅原氏の氏長者の通称。その名称は菅原道真ゆかりの北野天満宮に由来する。

## 概要
北野の長者は、菅原氏の公家の中でも最も上位の者（上首）が就任したが、藤氏長者や源氏長者と異なり、一度任命されると原則として終身その地位にあった。このため、長者の任命は前任の長者の死去との兼ね合いが大きく影響しており、東坊城和長は当時の長者高辻長直が「芸無才」にもかかわらず長者の地位に就けたことで昇進を遂げていくことに怒りを表している（『和長卿記』延徳4年9月21日条）。長直は前任の唐橋在治が死去した際、若年であったその子唐橋在数よりも上首であったことで長者となり、33年にわたってその地位にあった人物であった。
北野の長者について特筆することとして、北野天満宮・太宰府天満宮などの各地の天満宮が祭神である菅原道真の末裔である同氏を自己の社領の本家または領家として位置づけおり、こうした社領の管理・安堵およびそれらに関する朝廷・幕府への口入による保証の獲得も北野の長者の重要な役割の1つであり、北野の長者は戦国時代に至るまで天満宮領荘園の本所としての立場を維持し続けていた。
中世前期においては菅原氏の中でも嫡流とされていた唐橋家が長者に就く可能性が高かったが、唐橋在数が長者に就くことなく明応5年（1496年）に九条政基父子によって殺害されると、唐橋家は没落したために長者を出すことがなくなり、代わって高辻家・五条家・東坊城家の中から長者が輩出されるようになった。